# Astropecten pedicellaris
Astropecten pedicellaris är en sjöstjärneart som beskrevs av Fisher 1913. Astropecten pedicellaris ingår i släktet Astropecten och familjen kamsjöstjärnor. Inga underarter finns listade i Catalogue of Life.